# NGC 5123
NGC 5123 је спирална галаксија у сазвежђу Ловачки пси која се налази на NGC листи објеката дубоког неба.
Деклинација објекта је + 43° 5' 10" а ректасцензија 13h 23m 10,4s. Привидна величина (магнитуда) објекта NGC 5123 износи 12,8 а фотографска магнитуда 13,5. NGC 5123 је још познат и под ознакама UGC 8415, MCG 7-28-5, CGCG 218-6, IRAS 13209+4320, PGC 46767.